# Pró-renina
A pró-renina é uma proteína precursora da renina. Faz parte do sistema renina-angiotensina.

## Pró-renina, prorrenina ou (pró)renina
Segundo as regras ortográficas da língua portuguesa, o prefixo pró é separado por hífen quando o segundo elemento tem vida a parte. Desta forma a grafia correta deve ser pró-renina. O termo (pró)renina é utilizado para caracterizar o receptor (pro)renina, mas por que este receptor é ativado tanto pela pró-renina como pela renina. Ao invés de ser chamado Receptor da renina e da pró-renina, usa-se o termo Receptor (Pro)renina.

## Estrutura
A renina tem uma estrutura bilobada, com cada lobo contribuindo com um de dois resíduos essenciais de aspartato no sítio catalítico. A pró-renina tem ainda um sequencia peptídica amino-terminal com 43 aminoácidos que recobre o este sítio, tornando a mólecula inativa.

## Fisiologia
A ação enzimatica da pró-renina livre equivale a 3% da ação da renina, na formação de angiotensina I. Os níveis basais de pró-renina circulante são da ordem de 10 pmol/L, cerca de 10 vezes os níveis de renina circulante.

### Ativação
A ativação enzimática da pró-renina (capacitação para gerar angiotensina I) pode se dar de duas formas.
1. Enzimática - retirada irreversível do segmento "pré" de 43 aminoácidos, gerando a renina.
2. Não Enzimática - desdobramento reversível do segmento pré. Depende de ph e temperatura, sendo progressivamente maior com diminuição do ph e da temperatura. Em condições fisiológicas (ph neutro e temperatura em torno de 37 graus C) cerca de 2% da pró-renina se encontra ativada (desdobrada).